# Колкасраґс
57°45′ пн. ш. 22°36′ сх. д. / 57.750° пн. ш. 22.600° сх. д.
Колкасраґс (Домеснес, латис. Kolkasrags, лів. Kūolka nanā) — мис, розташований у крайній північній частині Курземського півострова в історико-географічній області Курземе (Курляндія), в Дундазькому краї Латвії . Має стратегічне розташування біля входу в Ризьку затоку Балтійського моря. Від острова Сааремаа (Естонія) мис відокремлює Ірбенська протока. Колкасраґс у перекладі з лівської означає «гострий кут» (за формою мису).

## Географія

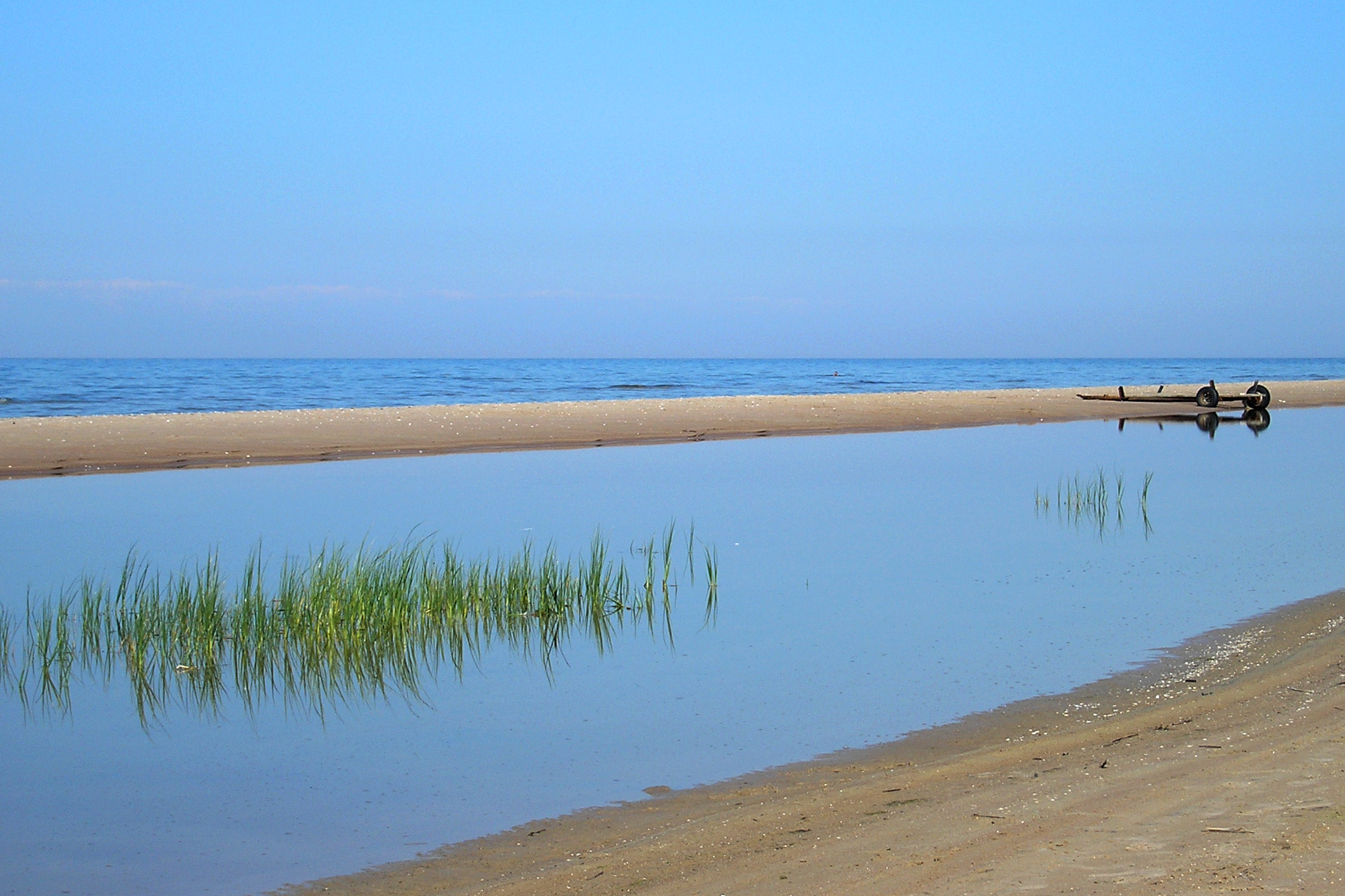
Море в районі мису

Довжина мису — близько 6,5 км, висота над рівнем моря — близько 2 м. Клімат у районі мису — помірний морський. За часів Російської імперії мис розташовувався на території Віндавського повіту Курляндської губернії, прямо навпроти острова Езель (нині Сааремаа). Внаслідок течій і штормів у північній частині Курляндії в районі мису утворився дуже небезпечний для плавання піщаний риф. У 1875 тут були встановлені 2 маяка, а в кінці рифу 3-й плавучий.

## Етнографія
Крім важливого географічного значення мис став місцем концентрації вимираючої фінсько-угорської народності лівів, які були в основному асимільовані балтійськими племенами, що прийшли з півдня в VI-VIII століттях, і на основі яких сформувався латвійський етнос. З давніх часів у районі мису існували селища лівів, у середині XX століття їхня чисельність становила 150 чоловік, нині[коли?] залишається близько 50. Недалеко від мису в селищі Колка розташовані православна церква і лютеранська кірха, побудовані в XIX столітті.
У 1991-1992 уряд Латвії включив мис, а також прилеглі 12 населених пунктів, в яких традиційно мешкали ліви, до складу етнокультурної області-заповідника «Лівський берег» з метою збереження цієї народності. Найцікавіші стародавні поселення включають Вайде, Саунаґс, Пітраґс, Кошраґс і Сікраґс. Старовинні дерев'яні будинки в наші дні використовуються в основному як дачі.
Традиційне заняття лівського населення — рибальство.

## Цікаві факти та історичне значення
- Російські війська під керівництвом капітана Колчака (майбутнього лідера білого руху) висадилися в тилу німецьких військ на мисі Домеснес (1915). Восени 1915 броненосець «Слава» під командуванням капітана 1-го рангу Ковалевського неодноразово підтримав вогнем сухопутні війська на узбережжі Ризької затоки, а 22 жовтня забезпечувала висадку десанту біля мису Домеснес.